# The Sonic Overlords
The Sonic Overlords är ett svenskt hårdrocksband som bildades 2017 i Stockholm. Debutalbumet Last Days of Babylon gavs ut 2021.
Bandet startades av gitarristen Morgan Zocek, tidigare känd från Sideburn. Sättningen kompletterades sedermera av Per Soläng (Corroded), Marcus Zachrisson Rubin, samt Daniel Ramírez (ex-Revelations). Efter att ha släppt en egenproducerad musikvideo till singeln In My Darkest Room skrev bandet skivkontrakt med det amerikanska skivbolaget M-Theory Audio i november 2020. Via detta bolag släpptes debutalbumet Last Days of Babylon den 22 oktober 2021. Bonusspåret Past the End of Time gästas av den forne Black Sabbath-sångaren Tony Martin (musiker). I februari 2025 lämnade Per Soläng bandet.

## Medlemmar
- Morgan Zocek – gitarr (2017– )
- Per Soläng – trummor (2018–2025)
- Marcus Zachrisson Rubin – sång (2020– )
- Daniel Ramírez – basgitarr (2020– )